# ГЕС-ГАЕС Россхаг
ГЕС-ГАЕС Россхаг — гідроелектростанція у Австрії в провінції Тіроль, споруджена у складі гідровузла Ціллертал, де є однією з двох станцій верхнього ступеня поряд з Хауслінг.
Гідровузол базується на використанні водних ресурсів північного схилу Ціллертальських Альп, який дренується річкою Ціллер (права притока Інна) та її притоками. Для роботи станції Россхаг за допомогою аркової греблі висотою 131 метр та довжиною 725 метрів, на яку витратили 1 млн м3 бетону, створене водосховище Schlegeis із площею поверхні 1,1 км2 та об'ємом 127 млн м3. Воно займає долини струмка Замсербах (ліва притока Земмбаху, який в свою чергу впадає зліва у згаданий вище Ціллер) та його правої притоки Schlegeisbach. Окрім природного стоку, сховище поповнюється за рахунок деривації через тунелі, прокладені з:
- північного сходу із долини верхнього Земмбаху;
- північного заходу із верхів'я річки Tuxbach (інша ліва притока Земмбаху, яка впадає в нього нижче за Замсербах).
Від водосховища прокладено дериваційний тунель довжиною 7,8 км, що прямує через гірський масив лівобережжя Замсербаху, а потім Земмбаху. На своєму шляху він приймає додатковий ресурс із лівих приток цих річок: Alelebach, Falschseitenbach, Lapenkarbach, Wesendlbach, Kesselbach, Pitzenbach. В кінцевій точці тунель переходить у напірну шахту довжиною 1,3 км, яка веде до машинного залу ГЕС Россхаг. Така схема забезпечує напір у 629,7 метра. Зал обладнано чотирма турбінами типу Френсіс загальною потужністю 230 МВт, відпрацьована якими вода через тунель довжиною 8,4 км відводиться до водосховища у долині річки Стіллапп (права притока Земмбаху, долина якої розташована далі на схід від його верхньої течії). Крім того, до складу гідроагрегатів станції Россхаг входять чотири насоси загальною потужністю 240 МВт, які дозволяють їй працювати в режимі гідроакумуляції, перекачуючи воду із нижнього резервуару (Стіллапп) до верхнього (Schlegeis).
Зв'язок з енергосистемою забезпечує ЛЕП, що працює під напругою 220 кВ.